# Radcze
Radcze – wieś w Polsce położona w województwie lubelskim, w powiecie parczewskim, w gminie Milanów.
W latach 1975–1998 miejscowość administracyjnie należała do województwa bialskopodlaskiego.
Wieś stanowi sołectwo w gminie Milanów. Według Narodowego Spisu Powszechnego z roku 2011 wieś liczyła 486 mieszkańców.

## Części wsi
| SIMC    | Nazwa    | Rodzaj             |
| ------- | -------- | ------------------ |
| 0016521 | Omeliny  | część miejscowości |
| 0016538 | Wandopol | część miejscowości |

## Historia
Radcze w wieku XIX to wieś w powiecie radzyńskim w ówczesnej gminie Jabłoń, parafii obrzędu wschodniego własnej (w Radcze), wieś posiadała cerkiew parafialną pounicką, drewnianą, fundacji Marii z Wodzickich Scipionowej z roku 1797, także szkołę początkową. Według danych z 1888 roku było tu 107 domów i 820 mieszkańców gruntu 2018 mórg. Spis z roku 1827 wykazał 80 domów i 520 mieszkańców. Parafia Radcze należała do dekananatu wisznickiego.
Przez dwieście lat wieś Radcze (dzisiaj w gminie Milanów) należała do unickiej parafii w Gęsi. Pod koniec XVIII wieku przeniesiono do Radcza, na dawne „mogiłki”, starą cerkiew (kaplicę) z Gęsi.
 W 1797 Maria z Wodzickich Scipio de Campo, dziedziczka Rudzieńca, dokonała zapisu na utrzymanie księdza. Dzięki tej erekcji wstępnej kaplica stała się kościołem filialnym w granicach parafii gęsieńskiej. Samodzielną parafię w Radczu erygowano w 1816 roku, jej fundatorami byli Paulina z Potockich i Franciszek Łubieński.
 W 1875 r. parafia unicka w Radczu została przez rząd carski skasowana razem z całą unicką diecezją chełmską. Świątynię zamieniono na cerkiew prawosławną. W ramach polityki rusyfikacyjnej, której narzędziem było prawosławie, na przełomie XIX/XX wieku pobudowano w Radczu okazałą cerkiew murowaną. Według ludowej tradycji jej fundatorem był bogaty rosyjski kupiec i przemysłowiec z Moskwy. Po śmierci jedynego syna miał przekazać ogromną sumę jako votum na budowę czterech cerkwi, w tym trzech w Polsce.
 Zbieranie materiału (wypalanie cegieł, zwożenie kamieni polnych, wykuwanie elementów metalowych) trwało trzy lata. Sama budowa zabrała rok, choć – jak podaje Urszula Motorna w monografii Radcza – cerkiew ostatecznie ukończono w 1905 roku. Zaprojektował ją Wiktor Syczugow (autor projektów kilkunastu  świątyń w ówczesnych guberniach: lubelskiej i siedleckiej), w stylu nazywanym różnie, m.in. bizantyjsko-rosyjskim czy urzędowym. Jego idea artystyczna opierała się na triadzie: prawosławie – absolutyzm carski – ludowość rosyjska. W obrębie tego stylu Bronisław Seniuk wyróżnił dwie podgrupy: styl wenecko-bizantyjski i neoruski (ten drugi reprezentuje m.in. właśnie cerkiew w Radczu).
Cerkiew zbudowano na planie krzyża – tworzy go podłużna, prostokątna nawa zakończona prostokątnym prezbiterium, z dwoma bocznymi ryzalitami. Nad przedsionkiem wznosi się wieża (służąca jako dzwonnica), która dominuje w bryle budowli. Okna mają charakterystyczną dla architektury cerkiewnej formę triforium – kompozycji trzech otworów zamkniętych łukowo, gdzie środkowy jest szerszy i wyższy od bocznych. Styl cerkwi jest eklektyczny i historyzujący. Wyróżnia się bogactwem dekoracyjnego detalu na fasadzie – neorenesansowego, neogotyckiego, neoromańskiego. Białe gzymsy wieńczące budowlę kontrastują z ceglanymi ścianami – z niewiadomego powodu nieotynkowanymi.
Wiernych uczęszczających do nowo wybudowanej cerkwi nie było zbyt wielu (kilka rodzin). Dawni unici z Radcza po ukazie tolerancyjnym w 1905 gremialnie przeszli na rzymski katolicyzm (ponieważ stary, drewniany kościół był za mały, chodzili na msze do Komarówki). W 1915 duchowni prawosławni w obliczu zbliżającej się armii niemieckiej zostali ewakuowani w głąb Rosji,  a cerkiew zamknięto. W 1918 roku, po odzyskaniu niepodległości przez Polskę, przejęli ją katolicy. Z wnętrza usunięto ikonostas, a w prezbiterium umieszczono ołtarz z cerkwi unickiej (ten został przeniesiony do Paszenek). Erygowano parafię św. Mikołaja.
Po 1919 został przebudowany dach i zwieńczenia świątyni, ale typowe dla rosyjskiego prawosławia cebulaste kopuły zniknęły dopiero w 1945 roku, w trakcie dużego powojennego remontu. Mniejszą, na wieży, zastąpiono strzelistym hełmem, a wielką kopułę nad nawą – dachem namiotowym.
Wewnątrz świątyni zachowały się elementy zabytkowego wyposażenia: barokowo-ludowy drewniany ołtarz św. Antoniego znajdujący się pierwotnie w unickiej cerkwi (początek XIX wieku, obecnie ołtarz boczny), dwa ludowe krzyże procesyjne z przełomu XVIII/XIX w., rokokowy krucyfiks (2 połowa XVIII wieku), XVI-wieczny (późnogotycki) kielich, późnobarokowy prospekt  organowy (fragment obudowy) oraz rzeźby aniołów i inne. Pozostałe elementy wyposażenia kościelnego są dwudziestowieczne. Gdy cerkiew przejęli katolicy, wielu jego elementów brakowało. Zlecono więc wykonanie nowych, w jednym stylu i dostosowanych do wnętrza świątyni. Po czterech latach, w 1925 kościół wzbogacił się o nowy ołtarz, ambonę, konfesjonał i ławki. Są one dziełem snycerza – artysty Franciszka Maksymiuka z Woli Komarowskiej i jego pomocników (Władysława Parafiniuka z Radcza i Aleksandra Parulskiego z Rudna). Ich styl odpowiada architekturze kościoła, nawiązanie do kompozycji elewacji najbardziej widoczne jest w ołtarzu głównym. Zastosowano tu podział na trzy łukowe otwory: największy środkowy (we wnęce rzeźba Matki Boskiej) i dwa mniejsze po bokach (rzeźby św. Pawła i św. Piotra). Bogaty w dekoracyjne detale jest konfesjonał – z łukowym otworem przedniej ściany. Dekoracja rzeźbiarska elementów wyposażenia kościoła nawiązuje do różnych stylów historycznych. Zresztą tak, jak wszystkie prace Franciszka Maksymiuka (m.in. dla kościoła w Komarówce Podlaskiej) – noszą one znamiona historyzmu, z przewagą elementów neogotyckich. 
Po wojnie Władysław Parafiniuk wykonał jeszcze wyposażenie zakrystii, ołtarz posoborowy, mniejsze konfesjonały i inne drobniejsze elementy.